# おかえり〜ただいまのキスは屋根の上で!?〜
おかえり〜ただいまのキスは屋根の上で!?〜（おかえり〜ただいまのキスはやねのうえ!?〜、朝: 어서와）は、韓国のテレビ番組。 2020年3月25日から4月30日まで、水曜日と木曜日の22:00（KST）にKBS2で放映された。主演はキム・ミョンスとシン・イェウン。

## あらすじ
人間の男に変身する猫のホンジョや子犬のような人間の女の子ソラのときめきを扱うファンタジーロコドラマ。
ソラ（シン・イェウン）は、元同級生のジェソン（ソ・ジフン）に長年想いを寄せていた。ある日ジェソンが付き合っていた彼女と別れたと知る。ジェソンは彼女にプレゼントした白猫のホンジョ（キム・ミョンス（エル））を突き返されるも、猫アレルギーのため飼えず飼い主を探すことに。見かねたソラはホンジョの面倒を見ることを申し出る。その夜、ソラが寝静まった後ある男の影が…。実はホンジョはソラのそばにいると人間に変身するのだった！そんな中ソラの父親が田舎に引っ越すことになり、ソラは父の再婚相手の家で一人暮らしを始めることに。だがそこはジェソンが営むカフェの真向かいだった。ドギマギするソラの前にホンジョは人間の姿のまま現われるが、ひょんなことから父の再婚相手の息子と勘違いされてしまう。こうしてホンジョは白猫と人間、一匹二役の二重生活を送ることに。ソラを近くで見守るうちに、彼女を抱きしめるため本当の人間になりたいと願い始める。だが、ソラとジェソンの間に起きた過去のある事件に実はホンジョ自身も関係していることを知り…。

## キャスト
ホンジョ
演 - キム・ミョンス(エル)
まん丸とした青い瞳と美しい毛並みの白猫。ソラに飼われるようになってから、ときどき人間に変身する。幼い頃にも一度、人間になった記憶をもつ。
キム・ソラ
演 - シン・イェウン
世話焼きで明るく子犬のような性格のデザイナー。ウェブ漫画家を夢見ている。初恋相手のジェソンからホンジョを譲り受ける。
イ・ジェソン
演 - ソ・ジフン
古い倉庫を改装した工房兼カフェ「ソナム」の経営者。幼い頃に両親から捨てられたことで、心に傷を抱えている。無口で、あまり感情を表に出さない。
ウン・ジウン
演 - ユン・イェジュ
小心者でシャイなデザイナー。ドゥシクに長年片想い中。
コ・ドゥシク
演 - カン・フン
デザイナー。人懐っこい性格で、ソラのよき理解者。
キム・スピョン
演 - アン・ネサン
ソラの父。気難しい詩人。ソラの母が亡くなってから一日中家で過ごし、ふさぎ込みがち。
パン・シル
演 - チョ・リョン
スピョンの再婚相手。自宅をソラに託し、スピョンと共に田舎に引っ越す。
パク・グクポン
演 - ヨン・ジェヒョン
パン・シルの息子、ソラの義兄。海外で生活していたが、ふらりと戻ってくる。ホンジョをソラの恋人と思い込む。
ソン・ヒョンジャ
演 - キム・ヨジン
ドゥシクの母。食堂「献身的なコさん」を切り盛りし、タダ食いしたホンジョにアルバイトをさせる。
コ・ミンジュン
演 - チョン・ペス
ドゥシクの父。妻のヒョンジャと共に食堂「献身的なコさん」を営む。気の優しい性格。
デソン
演 - ソン・ミンジェ
たい焼き屋台のおばあさんの孫。ホンジョに文字を教えるなかで友人になる。
ナ・ジンウォン
演 - チェ・ヒョクジュン
獣医。人間のようなホンジョを不思議がりながら優しく診てくれる。

## スタッフ
- 脚本：チュ・ファミ
- 演出・監督：チ・ビョンヒョン

## 受賞歴
- 2020年KBS演技大賞男新人賞（ソ・ジフン）
- 2020年KBS演技大賞女新人賞（シン・イェウン）

## 日本での放送
- BSフジ：2022年10月26日 - 11月16日